# Currywurst
La, o il,  Currywurst (dall'unione di curry e bratwurst, termine tedesco per salsiccia) è un tipico cibo da strada nato in Germania, ma diffuso anche in Austria e in Svizzera. Si tratta di una salsiccia grigliata (o, in altre varianti, bollita) e tagliata a rondelle, condita da una salsa a base di concentrato di pomodoro o ketchup, spolverata di curry, ed accompagnata da pane bianco o patate fritte.

## Storia

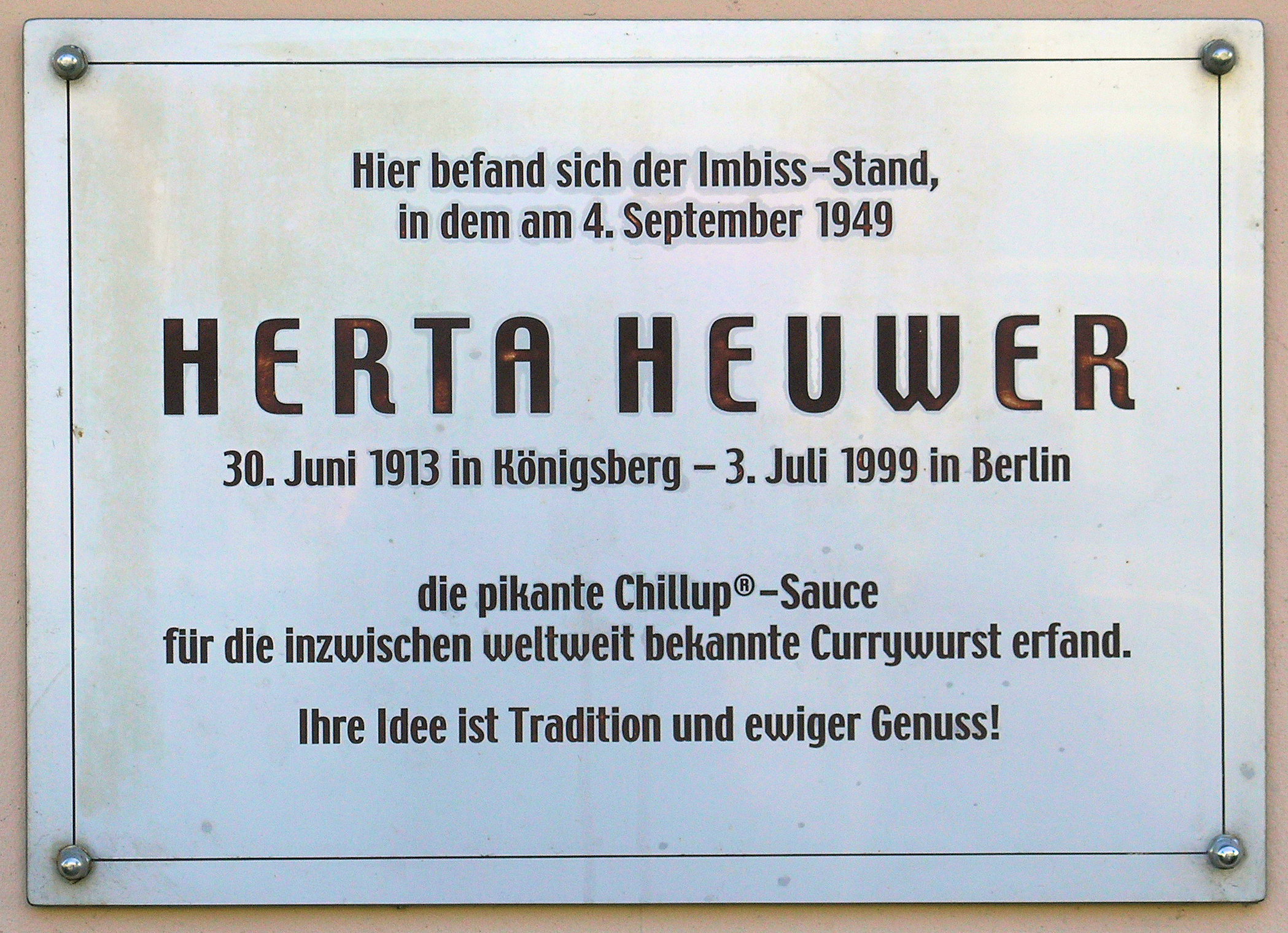
Targa a ricordo di Herta Heuwer

La sua invenzione è ascritta ad Herta Heuwer, che il 4 settembre 1949 cominciò ad offrire nel suo banchetto all'angolo tra Kantstraße e Kaiser-Friedrich-Straße, a Berlino-Charlottenburg, una salsiccia bollita, condita con una salsa a base di concentrato di pomodoro, salsa Worcestershire e curry in polvere. 
Dieci anni più tardi registrò il marchio della sua salsa, Chillup. Dal banchetto sulla strada passò poi ad un vero e proprio locale sulla Kaiser-Friedrich-Straße.
A quattro anni dalla morte della Heuwer, avvenuta nel 1999, nel luogo dove aveva il banchetto originale è stata apposta una targa in suo ricordo.